# Брезница (Болгария)
Брезница (болг. Брезница) — село в Благоевградской области Болгарии. Входит в состав общины Гоце-Делчев. Находится примерно в 12 км к северо-западу от центра города Гоце-Делчев и примерно в 61 км к юго-востоку от центра города Благоевград. По данным переписи населения 2011 года, в селе  проживало 3379 человек.

## Население
| Год     | 1934 | 1946 | 1956 | 1965 | 1975 | 1985 | 1992 | 2001 | 2011 |
| ------- | ---- | ---- | ---- | ---- | ---- | ---- | ---- | ---- | ---- |
| Жителей | 1626 | 1988 | 2286 | 2634 | 2750 | 3052 | 3304 | 3339 | 3379 |

| Национальность  | Человек | Процент |
| --------------- | ------- | ------- |
| болгары         | 374     | 12,4%   |
| помаки          | 2585    | 85,68%  |
| цыгане          | 0       | 0%      |
| другие          | 0       | 0%      |
| не определились | 51      | 1,69%   |
| Всего ответов   | 3017    |         |

|  |